# BC Brno
BC Brno (celým názvem: Basketbal Club Brno) byl český basketbalový klub, který sídlil v Brně-střed ve čtvrti Veveří. Většinu své historie hrával československou, potažmo českou nejvyšší soutěž v basketbalu. Jednalo se o nejúspěšnější klub české basketbalové historie. Se svými 23 tituly je dosud suverénně na prvním místě v počtu získaných titulů (druhý Nymburk získal svůj poslední devatenáctý titul v sezóně 2023/24). V roce 2008 byl klub po finančních problémech vyloučen z české nejvyšší soutěže a následně ukončil svoji dlouholetou činnost.
Klub je pokračovatelem Sokola Brno I., při kterém vznikl basketbalový oddíl již ve dvacátých letech dvacátého století. Nejslavnější érou klubu pak byla šedesátá léta 20. století, kdy pod názvem TJ Zbrojovka Brno mimo jiné dvakrát hrál finále Poháru mistrů evropských zemí (1964 a 1968). Po roce 1945 byla Zbrojovka Brno nejúspěšnějším basketbalovým klubem v ČSR když získala 20 mistrovských titulů. Další tři tituly potom klub přidal v letech 1994–1996.
Své domácí zápasy odehrával ve sportovní hale Sokola Brno I. s kapacitou 1 100 diváků.

## Historické názvy
Zdroj:
- 1926 – Sokol Brno I.
- 1951 – Spartak Brno ZJŠ (Spartak Brno Závody Jana Švermy)
- 1968 – TJ Zbrojovka Brno (Tělovýchovná jednota Zbrojovka Brno)
- 1992 – Bioveta Ivanovice na Hané
- 1993 – Bioveta COOP Banka Brno
- 1995 – BC Stavex Brno (Basketbal Club Stavex Brno)
- 1998 – BC Draci Brno (Basketbal Club Draci Brno)
- 1999 – BC BVV Brno (Basketbal Club Brněnské veletrhy a výstavy Brno)
- 2001 – BC BVV ŽS Brno (Basketbal Club Brněnské veletrhy a výstavy Železniční stavitelství Brno)
- 2004 – A plus ŽS Brno BC (A plus Železniční stavitelství Brno – Basketbal Club)
- 2008 – BC Brno (Basketbal Club Brno)

## Získané trofeje
- Československá basketbalová liga / Národní basketbalová liga ( 23× )
  - 1945/46, 1946/47, 1947/48, 1948/49, 1949/50, 1950/51, 1951, 1957/58, 1961/62, 1962/63, 1963/64, 1966/67, 1967/68, 1975/76, 1976/77, 1977/78, 1985/86, 1986/87, 1987/88, 1989/90, 1993/94, 1994/95, 1995/96

## Mezinárodní úspěchy
- 2× finále Poháru mistrů evropských zemí; dnešní Euroliga (1964 a 1968)
- 1× finále Poháru vítězů pohárů (1974)
- 1× finále v Interkontinentálním poháru v USA v roce 1969

## Umístění v jednotlivých sezonách

### Umístění mužů
Stručný přehled
Zdroj:
- 1937–1939: Zemská liga (1. ligová úroveň v Československu)
- 1945–1951: Státní liga (1. ligová úroveň v Československu)
- 1951–1953: Mistrovství Československa (1. ligová úroveň v Československu)
- 1953–1955: Přebor republiky (1. ligová úroveň v Československu)
- 1955–1993: 1. liga (1. ligová úroveň v Československu)
- 1993–1998: 1. liga (1. ligová úroveň v České republice)
- 1998–2008: Národní basketbalová liga (1. ligová úroveň v České republice)

Jednotlivé ročníky
Zdroj:
Legenda: ZČ - základní část, červené podbarvení - sestup, zelené podbarvení - postup, fialové podbarvení - reorganizace, změna skupiny či soutěže
| Československo (1937 – 1939)             |                            |           |          |                                       |                      |
| Sezóny                                   | Soutěž                     | Úroveň    | ZČ       | Play-off, nadstavba, sk. o udržení... | Poznámky             |
| 1937/38                                  | Zemská liga                | 1. úroveň | 3. místo |                                       |                      |
| 1938/39                                  | Zemská liga                | 1. úroveň | 4. místo |                                       |                      |
| Protektorát Čechy a Morava (1939 – 1945) |                            |           |          |                                       |                      |
| Sezóny                                   | Soutěž                     | Úroveň    | ZČ       | Play-off, nadstavba, sk. o udržení... | Poznámky             |
| ...                                      |                            |           |          |                                       |                      |
| Československo (1945 – 1993)             |                            |           |          |                                       |                      |
| Sezóny                                   | Soutěž                     | Úroveň    | ZČ       | Play-off, nadstavba, sk. o udržení... | Poznámky             |
| 1945/46                                  | Státní liga                | 1. úroveň | 1. místo |                                       |                      |
| 1946/47                                  | Státní liga                | 1. úroveň | 2. místo | Mistrovství ČSR (1. místo)            |                      |
| 1947/48                                  | Státní liga                | 1. úroveň | 1. místo | Mistrovství ČSR (1. místo)            |                      |
| 1948/49                                  | Státní liga                | 1. úroveň | 1. místo | Mistrovství ČSR (1. místo)            |                      |
| 1949/50                                  | Státní liga                | 1. úroveň | 1. místo |                                       |                      |
| 1950/51                                  | Státní liga                | 1. úroveň | 1. místo |                                       | Reorganizace         |
| 1951                                     | Mistrovství Československa | 1. úroveň | 1. místo |                                       |                      |
| 1952                                     | Mistrovství Československa | 1. úroveň | 3. místo |                                       |                      |
| 1953                                     | Mistrovství Československa | 1. úroveň | 3. místo |                                       | Reorganizace         |
| 1953/54                                  | Přebor republiky           | 1. úroveň | 5. místo |                                       |                      |
| 1954/55                                  | Přebor republiky           | 1. úroveň | 2. místo |                                       | Reorganizace         |
| 1955/56                                  | 1. liga                    | 1. úroveň | 4. místo |                                       |                      |
| 1956/57                                  | 1. liga                    | 1. úroveň | 2. místo |                                       |                      |
| 1957/58                                  | 1. liga                    | 1. úroveň | 1. místo |                                       |                      |
| 1958/59                                  | 1. liga                    | 1. úroveň | 4. místo |                                       |                      |
| 1959/60                                  | 1. liga                    | 1. úroveň | 2. místo |                                       |                      |
| 1960/61                                  | 1. liga                    | 1. úroveň | 5. místo |                                       |                      |
| 1961/62                                  | 1. liga                    | 1. úroveň | 1. místo |                                       |                      |
| 1962/63                                  | 1. liga                    | 1. úroveň | 1. místo |                                       |                      |
| 1963/64                                  | 1. liga                    | 1. úroveň | 1. místo |                                       |                      |
| 1964/65                                  | 1. liga                    | 1. úroveň | 2. místo |                                       |                      |
| 1965/66                                  | 1. liga                    | 1. úroveň | 2. místo |                                       |                      |
| 1966/67                                  | 1. liga                    | 1. úroveň | 1. místo |                                       |                      |
| 1967/68                                  | 1. liga                    | 1. úroveň | 1. místo |                                       |                      |
| 1968/69                                  | 1. liga                    | 1. úroveň | 2. místo |                                       |                      |
| 1969/70                                  | 1. liga                    | 1. úroveň | 3. místo |                                       |                      |
| 1970/71                                  | 1. liga                    | 1. úroveň | 2. místo |                                       |                      |
| 1971/72                                  | 1. liga                    | 1. úroveň | 2. místo |                                       |                      |
| 1972/73                                  | 1. liga                    | 1. úroveň | 3. místo |                                       |                      |
| 1973/74                                  | 1. liga                    | 1. úroveň | 4. místo |                                       |                      |
| 1974/75                                  | 1. liga                    | 1. úroveň | 2. místo |                                       |                      |
| 1975/76                                  | 1. liga                    | 1. úroveň | 1. místo |                                       |                      |
| 1976/77                                  | 1. liga                    | 1. úroveň | 1. místo |                                       |                      |
| 1977/78                                  | 1. liga                    | 1. úroveň | 1. místo |                                       |                      |
| 1978/79                                  | 1. liga                    | 1. úroveň | 2. místo |                                       |                      |
| 1979/80                                  | 1. liga                    | 1. úroveň | 2. místo |                                       |                      |
| 1980/81                                  | 1. liga                    | 1. úroveň | 3. místo |                                       |                      |
| 1981/82                                  | 1. liga                    | 1. úroveň | 4. místo |                                       |                      |
| 1982/83                                  | 1. liga                    | 1. úroveň | 7. místo |                                       |                      |
| 1983/84                                  | 1. liga                    | 1. úroveň | 1. místo | Zápas o 3. místo (prohra)             |                      |
| 1984/85                                  | 1. liga                    | 1. úroveň | 5. místo |                                       |                      |
| 1985/86                                  | 1. liga                    | 1. úroveň | 2. místo | Vítěz                                 |                      |
| 1986/87                                  | 1. liga                    | 1. úroveň | 1. místo | Vítěz                                 |                      |
| 1987/88                                  | 1. liga                    | 1. úroveň | 1. místo | Vítěz                                 |                      |
| 1988/89                                  | 1. liga                    | 1. úroveň | 4. místo | Zápas o 3. místo (prohra)             |                      |
| 1989/90                                  | 1. liga                    | 1. úroveň | 1. místo | Vítěz                                 |                      |
| 1990/91                                  | 1. liga                    | 1. úroveň | 4. místo | Zápas o 3. místo (prohra)             |                      |
| 1991/92                                  | 1. liga                    | 1. úroveň | 3. místo | Zápas o 3. místo (výhra)              |                      |
| 1992/93                                  | 1. liga                    | 1. úroveň | 4. místo |                                       | Reorganizace         |
| Česko (1993 – 2008)                      |                            |           |          |                                       |                      |
| Sezóny                                   | Soutěž                     | Úroveň    | ZČ       | Play-off, nadstavba, sk. o udržení... | Poznámky             |
| 1993                                     | 1. liga                    | 1. úroveň | 2. místo | Zápas o 3. místo (výhra)              |                      |
| 1993/94                                  | 1. liga                    | 1. úroveň | 2. místo | Vítěz                                 |                      |
| 1994/95                                  | 1. liga                    | 1. úroveň | 3. místo | Vítěz                                 |                      |
| 1995/96                                  | 1. liga                    | 1. úroveň | 1. místo | Vítěz                                 |                      |
| 1996/97                                  | 1. liga                    | 1. úroveň | 3. místo | Zápas o 3. místo (prohra)             |                      |
| 1997/98                                  | 1. liga                    | 1. úroveň | 4. místo | Zápas o 3. místo (prohra)             | Reorganizace         |
| 1998/99                                  | Národní basketbalová liga  | 1. úroveň | 5. místo | Čtvrtfinále                           |                      |
| 1999/00                                  | Národní basketbalová liga  | 1. úroveň | 4. místo | Zápas o 3. místo (výhra)              |                      |
| 2000/01                                  | Národní basketbalová liga  | 1. úroveň | 5. místo | Zápas o 3. místo (prohra)             |                      |
| 2001/02                                  | Národní basketbalová liga  | 1. úroveň | 7. místo | Čtvrtfinále                           |                      |
| 2002/03                                  | Národní basketbalová liga  | 1. úroveň | 2. místo | Zápas o 3. místo (prohra)             |                      |
| 2003/04                                  | Národní basketbalová liga  | 1. úroveň | 2. místo | Zápas o 3. místo (výhra)              |                      |
| 2004/05                                  | Národní basketbalová liga  | 1. úroveň | 3. místo | Zápas o 3. místo (prohra)             |                      |
| 2005/06                                  | Národní basketbalová liga  | 1. úroveň | 5. místo | Čtvrtfinále                           |                      |
| 2006/07                                  | Národní basketbalová liga  | 1. úroveň | 4. místo | Zápas o 3. místo (výhra)              |                      |
| 2007/08                                  | Národní basketbalová liga  | 1. úroveň | 8. místo | Čtvrtfinále                           | Vyloučení ze soutěže |

### Umístění žen
Stručný přehled
Zdroj:
- 1939–1940: Zemská liga (1. ligová úroveň v Protektorátu Čechy a Morava)
- 1947–1951: Státní liga (1. ligová úroveň v Československu)
- 1954–1955: Mistrovství Československa (1. ligová úroveň v Československu)
- 1966–1967: 1. liga (1. ligová úroveň v Československu)

Jednotlivé ročníky
Zdroj:
Legenda: ZČ - základní část, červené podbarvení - sestup, zelené podbarvení - postup, fialové podbarvení - reorganizace, změna skupiny či soutěže
| Protektorát Čechy a Morava (1939 – 1945) |                            |           |          |                                       |              |
| Sezóny                                   | Soutěž                     | Úroveň    | ZČ       | Play-off, nadstavba, sk. o udržení... | Poznámky     |
| 1939/40                                  | Zemská liga                | 1. úroveň | 3. místo |                                       |              |
| ...                                      |                            |           |          |                                       |              |
| Československo (1945 – 1967)             |                            |           |          |                                       |              |
| Sezóny                                   | Soutěž                     | Úroveň    | ZČ       | Play-off, nadstavba, sk. o udržení... | Poznámky     |
| ...                                      |                            |           |          |                                       |              |
| 1947/48                                  | Státní liga                | 1. úroveň | 2. místo |                                       |              |
| 1948/49                                  | Státní liga                | 1. úroveň | ?. místo |                                       |              |
| 1949/50                                  | Státní liga                | 1. úroveň | 2. místo |                                       |              |
| 1950/51                                  | Státní liga                | 1. úroveň | 4. místo |                                       | Reorganizace |
| ...                                      |                            |           |          |                                       |              |
| 1954/55                                  | Mistrovství Československa | 1. úroveň | 4. místo |                                       | Reorganizace |
| ...                                      |                            |           |          |                                       |              |
| 1966/67                                  | 1. liga                    | 1. úroveň | 8. místo |                                       | Sestup       |

## Účast v mezinárodních pohárech
Zdroj:
| Výkonnostní úrovně |
| mezikontinentální úroveň – Interkontinentální pohár                                                                                                  |
| 1. výkonnostní úroveň – Pohár mistrů evropských zemí, FIBA SuproLeague, Euroliga                                                                     |
| 2. výkonnostní úroveň – Pohár vítězů pohárů, Saportův pohár, ULEB Eurocup                                                                            |
| 3. výkonnostní úroveň – Koračův pohár, FIBA EuroCup Challenge (2002–2003), FIBA EuroChallenge, FIBA Europe Cup (2015–2016), Basketbalová liga mistrů |
| 4. výkonnostní úroveň – FIBA EuroCup Challenge (od r. 2003), FIBA Europe Cup (od r. 2016)                                                            |

Legenda: EL - Euroliga, PMEZ - Pohár mistrů evropských zemí, IP - Interkontinentální pohár, FSL - FIBA SuproLeague, UEC - ULEB Eurocup, BLM - Basketbalová liga mistrů, FEC - FIBA Europe Cup, PVP - Pohár vítězů pohárů, SP - Saportův pohár, KP - Koračův pohár, FECH - FIBA EuroChallenge, FECCH - FIBA EuroCup Challenge
- PMEZ 1958/59 – 2. kolo
- PMEZ 1962/63 – Semifinále
- PMEZ 1963/64 – Finále
- PMEZ 1964/65 – Čtvrtfinále
- PVP 1966/67 – Semifinále
- PMEZ 1967/68 – Finále
- PMEZ 1968/69 – Semifinále
- IP 1969 – Finále
- PVP 1971/72 – 2. kolo
- PVP 1972/73 – Čtvrtfinále, sk. A (3. místo)
- PVP 1973/74 – Finále
- PMEZ 1976/77 – Semifinálová skupina (6. místo)
- PMEZ 1977/78 – Čtvrtfinále, sk. D (2. místo)
- PMEZ 1978/79 – Čtvrtfinále, sk. E (2. místo)
- KP 1980/81 – Čtvrtfinále, sk. C (2. místo)
- KP 1981/82 – 2. kolo
- PMEZ 1986/87 – 2. kolo
- PMEZ 1987/88 – Osmifinále
- PMEZ 1988/89 – Osmifinále
- PMEZ 1990/91 – 1. kolo
- SP 1991/92 – 1. kolo
- KP 1991/92 – 1. kolo
- SP 1993/94 – 1. kolo
- EL 1994/95 – 2. kolo
- SP 1994/95 – 3. kolo
- EL 1995/96 – 1. kolo
- SP 1996/97 – Šestnáctifinále
- KP 2000/01 – 1. kolo
- FECCH 2003/04 – Zápas o 3. místo, Střed (prohra)
- FECCH 2004/05 – Předkolo, sk. B Střed (3. místo)
- FECCH 2005/06 – Základní skupina G (3. místo)
- FECCH 2006/07 – Základní skupina B (3. místo)

## Známí hráči
- Jan Bobrovský (1963–1972, 1973–1978)
- Zdeněk Bobrovský (1950–1951, 1954–1968)
- Kamil Brabenec (1972–1982, 1983–1988)
- Vlastimil Havlík (1975–1983, 1984–1988)
- Zdeněk Konečný (1955–1967)
- František Konvička (1957–1969, 1971–1973)
- Leoš Krejčí (1983–1988, 1989–1990, 1994–1998)
- Robert Mifka (1966–1968)
- Petr Novický (1966–1974)
- Jiří Okáč (1980–1984, 1986–1990, 2003–2004)
- Vojtěch Petr (1972–1980)
- Vladimír Pištělák (1958–1969, 1971–1973)
- Jiří Pospíšil (1968–1974)
- Jaroslav Tetiva (1951–1953)